# Вандерстаппен, Шарль
Шарль Вандерстаппен (фр. Charles Vanderstappen; 28 марта 1884, Сен-Жиль — март 1962, Уккел) — бельгийский футболист, левый нападающий национальной сборной (1904—1907) и клуба «Юнион Сен-Жиллуаз».

## Биография
Вместе с братьями, нападающим Гюставом и вратарём Джозефом Вандерстаппенами, входил в первый состав команды «Юнион Сен-Жиллуаз», образованной в 1897 году.
Перешёл из юниорской в основную команду в 1900 году. За 10 сезонов сыграл 131 матч и забил 23 гола.
В составе «Юнион Сен-Жиллуаз» выиграл чемпионат Бельгии в 1904, в 1905, 1906, 1907, 1909 и 1910 годах. Вице-чемпион в 1903, 1908 годах.
Сыграл 5 международных матчей за сборную Бельгии в период с 1904 по 1907 год. Его первый международный матч состоялся 1 мая 1904 года против Франции.